# Monodia
|  | Per a altres significats, vegeu «Monodia (planta)». |

En música, el terme monodia té dos significats: música a l'uníson, o melodia vocal amb acompanyament.

## Música a l'uníson
El terme monodia s'utilitza a vegades com a sinònim de monofonia, o sigui, una línia melòdica única, en oposició a homofonia i polifonia.
Exemples de música monòdica o monofònica serien el cant gregorià, i també les nombroses músiques tradicionals l'origen de les quals es perd en la nit dels temps.

## Monodia acompanyada
En la història de la música, monodia acompanyada o estil monòdic, fan referència a la música vocal amb una única línia melòdica i un senzill acompanyament instrumental o baix continu. Malgrat que podem trobar aquest tipus de música en diverses èpoques i cultures, el terme s'aplica específicament a la música italiana de principis del segle xvii, més concretament entre el 1600 i el 1640. En aquesta accepció, és un terme erudit de recent invenció, ja que els compositors de l'època acostumaven a anomenar-lo stile rappresentativo.
Les composicions en estil monòdic podien ser madrigals, motets, o fins i tot concerts (en el sentit primitiu del terme concertato, que significa 'amb instruments'), i l'estil monòdic va ser l'origen de formes tan importants com l'òpera, la cantata i l'oratori barrocs.